# Nápolyi hangnem
A nápolyi hangnem az alaphangnemhez képest egy kisszekunddal feljebbi hangnem. Nevét a nápolyi szextakkord analógiájára kapta. A nápolyi hangnem kifejezést a zenei modulációs folyamat leírásakor szokásos használni.
A következő táblázat az előjegyzésváltozást mutatja egy adott dúr vagy moll alaphangnem esetén, ha egy kisszekunddal feljebb lévő dúr vagy moll hangnembe modulálunk.
|                  | Dúr célhangnem | Moll célhangnem |
| ---------------- | -------------- | --------------- |
| Dúr alaphangnem  | -5             | -8              |
| Moll alaphangnem | -2             | -5              |